# 494 Virtus
Virtus (asteroide 494) é um asteroide da cintura principal com um diâmetro de 85,52 quilómetros, a 2,8190405 UA. Possui uma excentricidade de 0,0568189 e um período orbital de 1 887,33 dias (5,17 anos).
Virtus tem uma velocidade orbital média de 17,22818935 km/s e uma inclinação de 7,07552º.
Esse asteroide foi descoberto em 7 de Outubro de 1902 por Max Wolf.